# Medaglia

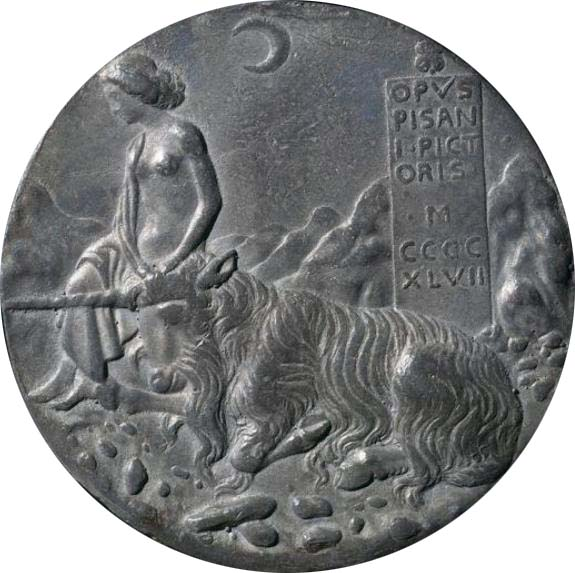
Pisanello, rovescio della medaglia di Cecilia Gonzaga, Innocenza e unicorno in paesaggio notturno (1447)

La medaglia, in numismatica, si differenzia dalla moneta, a cui è molto simile, perché coniata ed emessa da privati (ma in alcuni casi anche da stati) per scopi commemorativi e soprattutto non è una merce di scambio poiché priva di valore facciale. 
Per la forma e l'aspetto le medaglie assomigliano alle monete, ma spesso sono più grandi e hanno una funzione celebrativa, per questo hanno una circolazione più ristretta e non sono soggette all'usura tipica delle monete in circolazione.

## Descrizione
Le medaglie ebbero una vasta diffusione nell'Antica Roma, come emissioni che l'imperatore elargiva, spesso con intenti propagandistici. In epoca rinascimentale il loro uso tornò in auge grazie all'opera di Pisanello, che coniò una famosissima medaglia di Giovanni VIII Paleologo nel 1438, la cui ampia circolazione spinse molti signori italiani all'emulazione. Si trattava della prima effigie di un vivente su un conio fin dall'antichità, in anticipo di qualche decennio rispetto alle emissioni monetali. Il modello imperiale restò vincolante, con l'effigie sempre di profilo. Durante il XV secolo l'attività dei medaglisti si limitò alla cerchia delle corti e dei loro più illustri collaboratori. Dopo Pisanello furono famosi medaglisti Matteo de' Pasti, il Caradosso, Leone Leoni, fino a Benvenuto Cellini e Conrad Bloc, nel XVI secolo. Le medaglie seguirono l'evolversi dello stile nell'arte el rilievo, passando nel corso del Cinquecento dalla medaglia fusa a quella battuta. Particolare ricchezza di emissioni si è avuta in tempi in cui era necessaria una forte propaganda, come nell'impero napoleonico o nella Russia sovietica. 
Attualmente, le medaglie coniate da privati non sono diffuse come in passato mentre gli stati le riservano ai soli collezionisti o in caso di alte onorificenze. Si tratta comunque di un genere ancora vivo, a cui si sono dedicati artisti di fama, legato alla più svariate celebrazioni, personali, di associazioni, aziende o istituzioni.
Le medaglie (realizzate in oro, argento, bronzo, loro leghe o metalli simili meno pregiati) sono, insieme a coppe e trofei, il classico premio delle competizioni sportive. Inoltre fin dal Settecento le medaglie rappresentano una particolare onorificenza in campo militare, tramandando un uso nato con le onorificenze cavalleresche.
La medaglia, come la moneta, si compone di due parti:
- il "diritto", alias "dritto" o recto, è il lato della medaglia su cui compare l'immagine principale in rilievo;
- il "rovescio", o verso, è il lato contrapposto su cui compare l'iscrizione dedicatoria o anche una immagine meno vistosa rispetto al "diritto". L'iscrizione può essere incisa o in rilievo.

## Le medaglie e decorazioni militari
Le medaglie sono diventate anche simbolo di onorificenza durante la guerra, per onorare appunto tutti i soldati che hanno rischiato la vita in guerra e/o che sono morti per la patria.
Decorazioni militari, riconoscimenti per il servizio e medaglie vengono spesso erroneamente confusi l'uno con l'altro. Decorazioni è un termine per riconoscimenti che implicano specifici atti di eroismo o successo (come la britannica Victoria Cross o l'americana Silver Star), dove un "premio di servizio" o una "medaglia per la campagna" vengono riconosciuti per aver prestato un servizio con particolare capacità in una particolare area geografica e periodo (come ad esempio la Medaglia per la Campagna dell'IRAQ). In ogni caso, un riconoscimento o decorazione può essere presentato sotto forma di medaglia.
La Repubblica romana adottò un elaborato sistema di riconoscimenti militari che comprendevano medaglie chiamate phalerae da conferire a soldati e a unità militari per una varietà di risultati. Tale pratica rivisse nel periodo iniziale dell'Era Moderna e le medaglie cominciarono a essere portate al petto come parte dell'uniforme militare standard.
Il Congresso continentale degli Stati Uniti concesse il Medaglione della Fedeltà (Fidelity Medallion) già nel 1780, a tre uomini specifici per un particolare fatto, un riconoscimento una tantum, che fu caratteristico per le prime decorazioni militari. Nel 1782 fu istituito il Distintivo del Merito Militare (Badge of Military Merit) e in gran parte riconosciuto a sottufficiali.
La Legion d'onore, istituita da Napoleone I nel 1802 aveva alcune caratteristiche degli antichi ordini militari, ma era destinata a essere molto più comprensiva e fu concessa a graduati e soldati semplici per coraggio o per servizi eccezionali. Altre nazioni seguirono con decorazioni come la britannica Army Gold Medal del 1810, sebbene quest'ultima fosse destinata solo a ufficiali di grado più elevato, e la prussiana Croce di Ferro (Eiseners Kreuz) del 1813. Le medaglie non venivano conferite a tutti i combattenti di una guerra o una battaglia fino al XIX secolo, alla Waterloo Medal e a tutte le azioni collegate nel 1815. A metà del XIX secolo il numero di riconoscimenti assegnati era molto aumentato nella maggior parte dei paesi fino a livelli vicini ai tempi moderni.

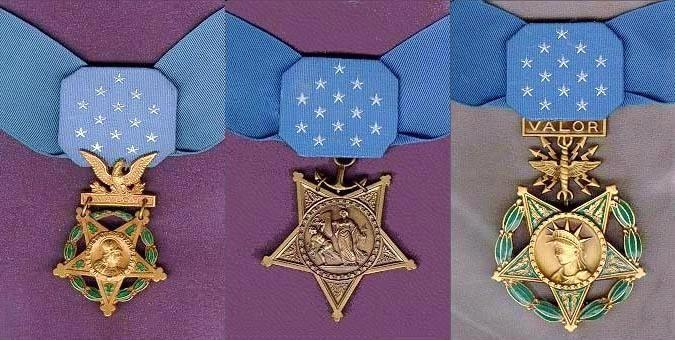
Medaglie di Onore (da sin. a destra: Esercito, Marina, Aeronautica) degli Stati Uniti, per "Notevole coraggio e intrepidezza a rischio della vita e oltre la richiesta del dovere".

Un ordine tende a essere la più elaborata delle decorazioni militari, tipicamente riconosciuta per servizi distinti a una nazione o al generale miglioramento dell'umanità. Gli ordini sono distinti da altre forme di decorazione nel fatto che essi implicano l'appartenenza a una organizzazione o associazione con altri che hanno ottenuto il medesimo riconoscimento. Due dei più noti e comunemente riconosciuti sono la Légion d'honneur francese (militare e civile) e il civile Ordine dell'Impero Britannico (Order of the British Empire). La pratica di conferire ordini ha origine nei medievali ordini cavallereschi, alcuni dei quali tuttora esistenti. Poiché la maggior parte degli ordini più moderni non hanno radici nella cavalleria, essi tendono ancora a riportare i termini delle loro storiche controparti e termini come cavaliere, commendatore, ufficiale, membro e così via sono ancora comunemente usati come rango. Un ordine militare può utilizzare una medaglia come insegna comunque e la maggior parte tendono ad avere un unico distintivo o tipo di placca appositamente disegnato come emblema.
La Medal of Honor è la più alta decorazione militare assegnata dal Governo degli Stati Uniti, ed è un esempio di decorazione che è modellata come un ordine militare, anche se non si definisce espressamente come tale. Essa è conferita a un membro delle Forze Armate degli Stati Uniti che si è distinto 
((EN) Code of Federal Regulations, su edocket.access.gpo.gov, Department of the Army. URL consultato il 27 novembre 2009.)
 Ciascuno dei tre dipartimenti delle forze armate americane ha un'unica immagine esposta su una medaglia, che è a sua volta esibita su uno stemma araldico a forma di stella. La medaglia dell'Esercito degli Stati Uniti espone una testa di Minerva, quella della Marina una scena di Minerva che combatte con la Discordia, e quella dell'Aeronautica espone una Statua della Libertà.
Decorazioni militari, compresi medaglie e ordini, vengono generalmente conferiti nel corso di una cerimonia formale. Le medaglie vengono normalmente indossate in eventi formali e sono sospese a un nastro, dai colori della medaglia, sulla parte sinistra del torace, mentre il corrispondente nastrino è da indossare in eventi comuni dove le medaglie sarebbero inopportune o poco pratiche da indossare.